# Axiothella catenata
Axiothella catenata är en ringmaskart som först beskrevs av Anders Johan Malmgren 1865.  Axiothella catenata ingår i släktet Axiothella och familjen Maldanidae. Arten har ej påträffats i Sverige. Inga underarter finns listade i Catalogue of Life.